# Трошкіно
Тро́шкіно (рос. Трошкино) — присілок у складі Афанасьєвського району Кіровської області, Росія. Входить до складу Гордінського сільського поселення.
Населення становить 41 особа (2010, 42 у 2002).
Національний склад станом на 2002 рік — росіяни 100 %.